# Pilotrichella aureo-pallens
Pilotrichella aureo-pallens là một loài Rêu trong họ Meteoriaceae. Loài này được (Geh. & Hampe) Kindb. mô tả khoa học đầu tiên năm 1891.